# Nazionale femminile di pallamano del Brasile
La nazionale brasiliana di pallamano rappresenta il Brasile nelle competizioni internazionali e la sua attività è gestita dalla Federazione di pallamano del Brasile (CBHb). Nella sua storia ha vinto per una volta il campionato mondiale (nel 2013), per dieci volte il campionato panamericano (su 14 edizioni svoltesi) e la prima edizione del campionato centro-sudamericano.

## Storia
Nel 2013 vince il suo primo titolo mondiale, battendo in finale la squadra serba, padrona di casa.

## Palmarès

### Campionati mondiali
- (2013)

### Campionati panamericani
- (1997, 1999, 2000, 2003, 2005, 2007, 2011, 2013, 2015, 2017)
- (2009)
- (1986, 1989, 1991)

### Campionati centro-sudamericani
- (2018)

## Partecipazioni ai tornei internazionali
- dal 1976 al 1996: non qualificata
- 2000: 8º posto
- 2004: 7º posto
- 2008: 9º posto
- 2012: 6º posto
- 2016: 5º posto
- 2020: 11º posto
- 2024: 7º posto

- dal 1957 al 1993: non qualificata
- 1995: 19º posto
- 1997: 23º posto
- 1999: 16º posto
- 2001: 12º posto
- 2003: 20º posto
- 2005: 7º posto
- 2007: 14º posto
- 2009: 15º posto
- 2011: 5º posto
- 2013:  Campione
- 2015: 10º posto
- 2017: 18º posto
- 2019: 17º posto
- 2021: 6º posto
- 2023: 9º posto

- 1986:  3º posto
- 1989:  3º posto
- 1991:  3º posto
- 1997:  Campione
- 1999:  Campione
- 2000:  Campione
- 2003:  Campione
- 2005:  Campione
- 2007:  Campione
- 2009:  2º posto
- 2011:  Campione
- 2013:  Campione
- 2015:  Campione
- 2017:  Campione

- 2018:  Campione
- 2021:  Campione
- 2022:  Campione